# Wong Chun
Wong Chun (xinès: 黃進) és un director i guionista de Hong Kong. El seu debut al llargmetratge Mad World (2016) va ser nominat a vuits premis als 36ns Hong Kong Film Awards. Per a la pel·lícula, Wong va guanyar el millor director novell als 53ns Premis de Cinema Golden Horse i als 36ns Hong Kong Film Awards.

## Primers anys
Wong va estudiar a la Universitat de la Ciutat de Hong Kong. Es va inspirar per dedicar-se al cinema després de prendre una classe del director Patrick Tam. Es va graduar a l'Escola de Mitjans Creatius de la Universitat el 2011 amb especialització en cinema.

## Carrera
Després de graduar-se, va presentar el seu curtmetratge "6th March" al Concurs de Curtmetratges Fresh Wave 2011, on va guanyar el premi "Millor Guió". Posteriorment, la pel·lícula va ser nominada al premi al millor curtmetratge als 49ns Premis Golden Horse el 2012.
Wong i el seu debut al llargmetratge Mad World (2016) va ser un dels dos guanyadors del Grup d'Institucions d'Educació Superior a la First Feature Film Initiative inaugural el 2013. L'altre guanyador va ser Long min (2016) de Steve Chan Chi-fat. Els guanyadors van rebre 2.000.000 dòlars de Hong Kong pel pressupost. però no se'ls va permetre obtenir finançament extern. Wong atribueix a CreateHK, que va organitzar la Primera Iniciativa pel·lícula de llargmetratge, per alinear els distribuïdors de la pel·lícula. Mad World, escrita per Florence Chan, tracta d'un corredor de borsa bipolar (Shawn Yue) que està a càrrec del seu pare (Eric Tsang). Wong va donar veu al germà petit del personatge de Shawn Yue. La pel·lícula va ser nominada a nombrosos premis, incloses les victòries de millor director nou per Wong als 53ns Premis Golden Horse i 36ns Hong Kong Film Awards.

## Vida personal
Wong està sortint amb la guionista i col·laboradora freqüent, Florence Chan.

## Filmografia
| Any  | Títol     | Títol original | Director | Escriptor | Notes                                                                           |
| ---- | --------- | -------------- | -------- | --------- | ------------------------------------------------------------------------------- |
| 2011 | 6th March | 三月六日       | Sí       | Sí        | coguionista amb Florence Chan; short film                                       |
| 2013 | Good Take |                | Sí       | Sí        | coguionista amb Florence Chan; part del curtmetratge antològic Streets of Macao |
| 2016 | Mad World | 念無明         | Sí       | No        |                                                                                 |

## Premis i nominacions
| Any  | Premi                                     | Categoria                              | Treball   | Resultat  | Notes |
| ---- | ----------------------------------------- | -------------------------------------- | --------- | --------- | ----- |
| 2016 | 53ns Premis Golden Horse                  | millor director novell                 | Mad World | Guanyador |       |
| 2016 | Hong Kong Film Directors Guild Awards     | millor director novell                 | Mad World | Guanyador |       |
| 2016 | 23ns Hong Kong Film Critics Society Award | Millor director                        | Mad World | Guanyador |       |
| 2017 | 36ns Hong Kong Film Awards                | Millor director                        | Mad World | Nominat   |       |
| 2017 | 36ns Hong Kong Film Awards                | millor director novell                 | Mad World | Guanyador |       |
| 2017 | 17th Chinese Film Media Awards            | millor director novell                 | Mad World | Nominat   |       |
| 2017 | V Asian Film Festival Barcelona           | Premi al millor guió (secció panorama) | Mad World | Guanyador |       |